# معهد ساس
معهد ساس هي شركة أمريكية متعددة الجنسيات تطوّر برامج التحليلات ومقرها في كاري بولاية كارولاينا الشمالية. تقوم ساس بتطوير وتسويق مجموعة من برامج التحليلات، والتي تساعد في الوصول إلى البيانات وإدارتها وتحليلها وإعداد تقارير عنها للمساعدة في اتخاذ القرارات. وهي أكبر شركة برمجيات مملوكة للقطاع الخاص في العالم وتستخدم برامجها معظم الشركات المدرجة في قوائم الـ 500 الأكثر ثراء.
بدأ معهد ساس كمشروع في جامعة ولاية كارولاينا الشمالية لإنشاء نظام تحليل إحصائي (ومن هنا جاء الاسم الصحيح، نظام التحليل الإحصائي) والذي تم استخدامه في الأصل من قبل الأقسام الزراعية في الجامعات في أواخر الستينيات. أصبحت شركة خاصة مستقلة بقيادة الرئيس التنفيذي الحالي جيمس غودنايت وثلاثة من قادة المشاريع الآخرين من الجامعة في عام 1976. نَمت إيرادات ساس من 10 ملايين دولار في عام 1980 إلى 1.1 مليار دولار بحلول عام 2000. يتم إنفاق نسبة أكبر من هذه الإيرادات على البحث والتطوير مقارنة بمعظم شركات البرمجيات الأخرى، عند نقطة واحدة أكثر من ضعف متوسط الصناعة.

## تاريخ
بدأ نظام التحليل الإحصائي (ساس) كمشروع في قسم الزراعة بجامعة ولاية كارولاينا الشمالية. قادها في الأصل أنتوني جيمس بار في عام 1966، ثم انضم إليها جيمس غودنايت طالب الدراسات العليا في جامعة ولاية كارولاينا الشمالية في عام 1967 وجون سال في عام 1973. في أوائل السبعينيات، تم تأجير البرنامج في المقام الأول إلى أقسام زراعية أخرى من أجل تحليل تأثير التربة والطقس وأنواع البذور على المحاصيل الزراعية. تم تمويل المشروع من قبل المعاهد الوطنية للصحة ولاحقًا من قبل ائتلاف من برامج الإحصاء الجامعية يسمى الإحصائيون الجامعيين لمحطات التجارب الجنوبية.
بحلول عام 1976، كان للبرنامج 100 عميل وحضر 300 شخص مؤتمر مستخدمي ساس الأول في كيسيمي، فلوريدا في ذلك العام. غودنيت وبار وسال ومشارك آخر مبكر، جين هيلويج، أسسوا معهد ساس. كشركة خاصة في 1 يوليو 1976، في مكاتب عبر الشارع من الجامعة. باع بار وهيلويج لاحقًا حصتهما في الشركة.
تم تبني تقليد ساس في استطلاع آراء المستخدمين للحصول على اقتراحات لتحسين البرنامج من خلال اقتراع ساس وير خلال السنة الأولى من التشغيل. أصبح العديد من امتيازات موظفي الشركة، مثل الفاكهة الطازجة وساعات العمل المعقولة وعروض إم آند إمز المجانية كل يوم أربعاء جزءًا من ممارسات الشركة في العام الأول. في أواخر السبعينيات، أنشأت الشركة أول قسم تسويق لها.
بدأت ساس في بناء مقرها الحالي في منطقة غابات في كاري بولاية كارولاينا الشمالية في عام 1980. في وقت لاحق من ذلك العام، بدأت في توفير رعاية نهارية في الموقع من أجل الحفاظ على الموظف الذي كان يخطط ليكون أمًا في المنزل. بحلول عام 1984، بدأت ساس في بناء مركز للياقة البدنية ومركز طبي ومقهى في الموقع ومرافق أخرى. كما أنها طورت بعض برامج الفوائد الأخرى. أصبحت ساس معروفة كمكان جيد للعمل، وكثيراً ما تم الاعتراف بها من قبل المجلات الوطنية مثل أسبوع العمل والأم العاملة وثروة لبيئة عملها.
خلال الثمانينيات، كانت ساس واحدة من أسرع مجلة شركة نموًا في أمريكا من 1979 و1985. لقد نمت بأكثر من عشرة بالمائة سنويًا من 10 ملايين دولار في الإيرادات في عام 1980 إلى 1.1 مليار دولار بحلول عام 2000. في عام 2007، بلغت إيرادات ساس 2.15 مليار دولار، وفي عام 2013 بلغت إيراداتها 3.02 مليار دولار. بحلول أواخر التسعينيات، كانت ساس أكبر شركة برمجيات خاصة. ذكرت وكالة أسوشيتد برس أن المحللين أرجعوا النمو إلى الإنفاق القوي على البحث والتطوير. كان لديها أعلى نسبة من إيراداتها التي أنفقت على البحث والتطوير في الصناعة لمدة ثماني سنوات، مسجلة رقمًا قياسيًا قدره 34 في المائة من إيراداتها في عام 1993، حيث كانت تعمل على واجهة قائمة جديدة قائمة. بدأت الشركة علاقتها مع مايكروسوفت وتطوير أنظمة تشغيل ويندوز في عام 1989. وبعد ذلك بوقت قصير أقامت شراكات مع شركات قواعد البيانات مثل أوراكل وسايبيس وInformix.
تم إنشاء قسم تعليمي في عام 1997 لإنشاء برامج للمدارس، بما في ذلك أكاديمية كاري التي تم تشكيلها حديثًا. في عام 2003، اشترت مؤسسة بنك أمريكي تراخيص البرامج وتبرعت بها إلى 400 مدرسة في ولاية كارولاينا الشمالية. قامت ساس بتمويل أول برنامج إعلاني لها في عام 2000 بحملة تلفزيونية وإذاعية بقيمة 30 مليون دولار.
فكرت الشركة في إتاحة 25 في المائة من الشركة في سوق الأوراق المالية وتزويد الموظفين بخيارات الأسهم خلال فقاعة الدوت كوم قبل الانكماش التالي، لكنها اختارت في النهاية عدم القيام بذلك. كانت ساس واحدة من شركات التكنولوجيا القليلة التي حققت أداءً جيدًا خلال فترة الانكماش الاقتصادي وظفت بقوة للاستفادة من الموظفين المتاحين.
في عام 2009، رفعت ساس دعوى قضائية ضد شركة البرمجة العالمية المحدودة، مدعية أن نظام البرمجة العالمي - منتج برمجي مصمم لاستخدام ميزات لغة ساس- انتهك حقوق الطبع والنشر الخاصة به حيث تم تصميمه بشكل عكسي من وظائف إصدار التعلم ساس. قضت محكمة العدل الأوروبية بأن الوظائف وعناصر اللغة ليست محمية ونوقشت القضية في أاوراكل ضد جوجل.
قدمت ساس أول برنامج موزع يهدف إلى زيادة المبيعات مع الشركات الصغيرة والمتوسطة الحجم في عام 2006. حتى عام 2007، قدمت ساس التمويل والمساعدة في المناهج الدراسية للمساعدة في بدء برنامج ماجستير العلوم في التحليلات في جامعة ولاية كارولاينا الشمالية القريبة. نمت عائدات المنتجات المستندة إلى السحابة الإلكترونية للشركة بنسبة 35 بالمائة في عام 2014  وتم الانتهاء من تشييد المبنى Q في أواخر ذلك العام لإيواء عملياتها المقابلة.
في مارس 2014، أطلقت ساس مبادرة تحليلات ساس U لتوفير تقنيات أساسية مجانية ودعم للمعلمين والطلاب.

## عمليات
نمت إيرادات ساس كل عام منذ تأسيسها في 1976. تنفق حوالي 20-30% من عائدات الشركة على البحث والتطوير، وهي أعلى نسبة بين شركات البرمجيات من حجمها. في عام 1994، اكتشف عالم الحاسوب أنه من بين أكبر 50 شركة برمجيات في العالم، أنفقت ساس 2.5 ضعف متوسط مثيلاتها في قطاع البرمجيات على البحث والتطوير. اعتبارًا من عام 2010، تأتي الإيرادات بالتساوي نسبيًا من أوروبا وأفريقيا والشرق الأوسط والأمريكتين. وفقًا للتقارير المالية للشركة لعام 2014، تبلغ إيراداتها حاليًا 46.7% من الأمريكتين، و41.4% من أوروبا والشرق الأوسط وأفريقيا، و11.9% من آسيا ودول منطقة المحيط الهادئ. يعمل لدى ساس حوالي 5200 موظف في مقرها الرئيسي في كاري بولاية كارولاينا الشمالية، و1600 موظف في فروعها الأخرى في الولايات المتحدة و6900 موظف في أوروبا أو آسيا أو كندا أو أمريكا اللاتينية. يمتلك الرئيس التنفيذي جيمس غودنايت حوالي ثلثي الشركة، بينما يمتلك المؤسس المشارك جون سال الثلث الآخر.

## مكان العمل
تشتهر ساس بثقافتها في مكان العمل. تم استخدام الشركة كنموذج لامتيازات مكان العمل في جوجل ويتم تدريسها كدراسة حالة في ندوات الإدارة في ستانفورد. تم تحديد ساس على أنها «أفضل شركة للعمل بها» في تصنيفات فورتشن السنوية كل عام منذ إنشاء القائمة في عام 1997. في عام 2014، احتلت ساس المرتبة الثانية في قائمة أفضل 25 مكانًا للعمل متعدد الجنسيات في العالم من المكان الجيد للعمل وكذلك المرتبة الثانية بين أفضل الشركات لعام 2014 في فورتشن للعمل في الولايات المتحدة. كانت ساس رقم 1 على القائمة الأمريكية في عامي 2010 و2011. في 5 مارس 2015، صنفت فورتشن ساس في المرتبة الرابعة في قائمتها السنوية لأفضل الشركات للعمل في الولايات المتحدة. في 5 مارس 2016، صنفت فورتشن ساس في المرتبة 8، متراجعة من المرتبة 4 في 2015 على قائمتها السنوية لأفضل الشركات للعمل في الولايات المتحدة. كما أنها مدرجة بانتظام في قائمة مجلة مجلة الأم العاملة «أفضل 100 شركة للأمهات العاملات».

### فوائد

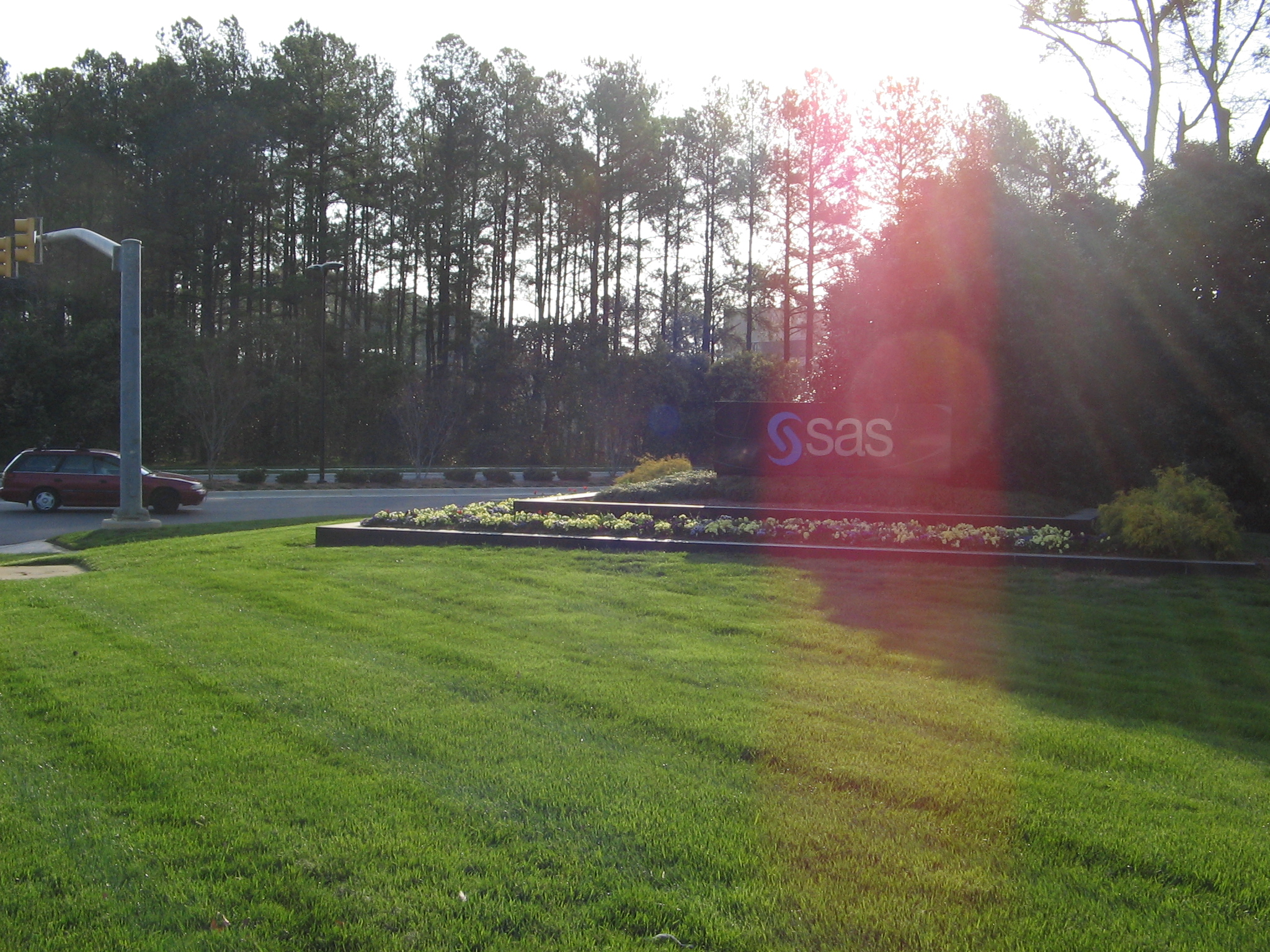
مدخل حرم ساس في كاري، كارولاينا الشمالية.

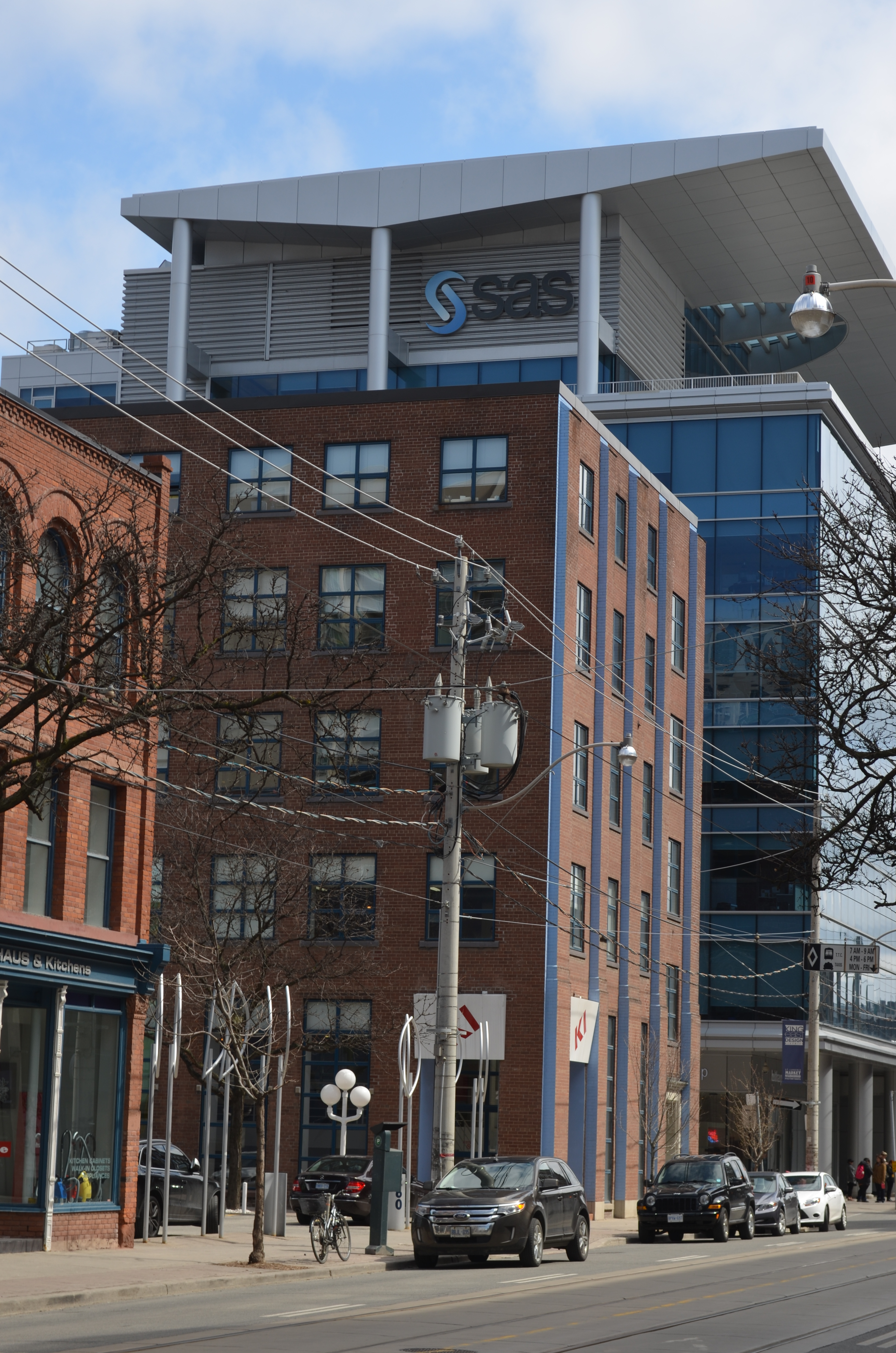
مكتب ساس في تورونتو

تقدم ساس خدمات الرعاية النهارية في الموقع لموظفيها لـ850 طفلاً مقابل ثلث التكلفة العادية. يتم تقديم الخدمات الطبية للموظفين وعائلاتهم مجانًا ويتم تغطية 80% من التكلفة للمتخصصين. يتم تشجيع الموظفين على العمل لمدة 35 ساعة أسبوعًا والحصول مجانًا على مركز الترفيه واللياقة البدنية بالإضافة إلى خدمات الإرشاد الحياتي. كما تستضيف مخيمًا صيفيًا للأطفال وتدير كافيتريات ومقاهي في الموقع. يتم توفير 22.5 طن من إم آند إمز كل عام، في برطمانات يتم إعادة تعبئتها كل يوم أربعاء. يتم توفير وسائل الراحة المماثلة في مكاتبها الأخرى إلى جانب مقرها الرئيسي.
يقول المتحدثون باسم ساس إن مزايا موظفيها يتم توفيرها للأعمال التجارية، وليس لأسباب الإيثار. تقوم الشركة بتقييم المزايا الجديدة باستخدام ثلاثة معايير: ما إذا كانت ستفيد ثقافة الشركة، وما إذا كانت ستخدم عددًا كبيرًا من الموظفين، وما إذا كانت ستوفر أموالًا أكثر مما يتم إنفاقه عليها. وفقًا للأكاديميين، فإن ممارسات الشركة تعمل على تحسين ولاء موظفيها وتركيزهم وإبداعهم. قدر البروفيسور جيفري بفيفر من كلية ستانفورد للدراسات العليا في إدارة الأعمال أن الشركة توفر ما بين 60 و80 مليون دولار سنويًا في النفقات المتعلقة بدوران الموظفين. يبلغ معدل دوران موظفي ساس سنويًا من ثلاثة إلى خمسة بالمائة، بينما يتراوح متوسط صناعة البرمجيات من 20 إلى 25 بالمائة. وفقًا للولايات المتحدة الأمريكية اليوم، خلقت ثقافة مكان العمل موظفين «مخلصين بشدة» يهتمون برفاهية الشركة. على الرغم من وجود أيام مرضية غير محدودة، فإن الموظف العادي يأخذ يومين فقط. يُقدر أن 40.000 زيارة طبية مجانية يتم تقديمها للموظفين سنويًا تكلف الشركة 4.5 مليون دولار أمريكي، ولكنها توفر 5 ملايين دولار أمريكي بسبب فقدان إنتاجية الموظف عندما يقضي الموظفون ساعات عملهم في غرف الانتظار في مستشفيات أخرى.

### الهيكل والثقافة
ساس لديها تسلسل هرمي محدود للشركات وثقافة المساواة. مع نمو الشركة، أنشأت أقسامًا جديدة، بدلاً من طبقات الإدارة، مما أدى إلى إنشاء هيكل تنظيمي بسيط وبسيط. وفقًا للبروفيسور جيفري بفيفر من جامعة ستانفورد، لا يوجد سوى ثلاثة مستويات في المؤسسة والرئيس التنفيذي جيم عودنايت لديه 27 شخصًا يقدمون تقاريره إليه مباشرة. الهيكل التنظيمي مائع ويمكن للموظفين تغيير الأدوار بسرعة.
يشارك المديرون في العمل اليومي مع موظفيهم. يتم منح الموظفين قدرًا كبيرًا من الاستقلالية ويتم تشجيع المطورين على متابعة أفكار المنتجات التجريبية. المدخلات من العملاء ترشد التسويق للشركة وتطوير البرمجيات. وفقًا لساس، تم دمج 80 بالمائة من اقتراحات تحسين المنتج في البرنامج. قواعد اللباس غير رسمية. وفقًا للشركة السريعة، يصف الموظفون البيئة بأنها «مريحة».
يتم تشجيع الموظفين على القيام بعمل تطوعي وتقوم الشركة بالتبرع للمنظمات غير الربحية حيث يشارك الموظفون. تركز الشركة بشكل أساسي جهودها الخيرية على تحسين التعليم. تمول برامج تجريبية لنماذج تعليمية جديدة، وتتبرع بأجهزة الحاسوب المحمولة وتوفر برامج مجانية عبر الإنترنت للفصول الدراسية تسمى مسارات المناهج.

## عمليات الاستحواذ
| عام  | شركة                                                       | أعمال                                                  | بلد              | المراجع |
| ---- | ---------------------------------------------------------- | ------------------------------------------------------ | ---------------- | ------- |
| 2012 | rPath, Inc.                                                | جهاز برمجي                                             | الولايات المتحدة | [ 50 ]  |
| 2012 | aiMatch, Inc.                                              | تقنية عرض الإعلانات الرقمية                            | الولايات المتحدة | [ 51 ]  |
| 2011 | AssetLink                                                  | إدارة التسويق المتكاملة                                | الولايات المتحدة | [ 52 ]  |
| 2010 | Vision Systems and Technology (VSTI)                       | خدمات التحليلات المهنية المتقدمة                       | الولايات المتحدة | [ 53 ]  |
| 2010 | Memex                                                      | برامج إدارة الذكاء                                     | إسكتلندا         | [ 54 ]  |
| 2008 | Teragram                                                   | معالجة اللغة الطبيعية                                  | الولايات المتحدة | [ 55 ]  |
| 2008 | IDeaS                                                      | برامج إدارة الإيرادات لصناعة الضيافة.                  | الولايات المتحدة | [ 56 ]  |
| 2006 | Veridiem                                                   | ذكاء العملاء                                           | الولايات المتحدة | [ 57 ]  |
| 2003 | Marketmax                                                  | تخطيط البضائع وبرامج التحليلات                         | الولايات المتحدة | [ 58 ]  |
| 2003 | Risk Advisory                                              | إدارة المخاطر                                          | الولايات المتحدة | [ 14 ]  |
| 2003 | OpRisk Analytics LLC                                       | خدمات الاستشارات الإدارية                              | الولايات المتحدة | [ 59 ]  |
| 2002 | Verbind Software                                           | برامج تتبع السلوك وتشغيل الأحداث                       | الولايات المتحدة | [ 60 ]  |
| 2002 | ABC Technologies Inc.                                      | مطور برامج وتاجر جملة                                  | الولايات المتحدة | [ 61 ]  |
| 2001 | Intrinsic Ltd                                              | برنامج إدارة الحملة                                    | المملكة المتحدة  | [ 62 ]  |
| 2000 | DataFlux                                                   | جودة البيانات وتكامل البيانات وإدارة البيانات الرئيسية | الولايات المتحدة | [ 63 ]  |
| 1997 | Statview Life Sciences software from Abacus Concepts       | تحليل الأعمال                                          | الولايات المتحدة | [ 64 ]  |
| 1993 | GESCAN International, Inc.                                 | نظم إدارة الوثائق وسير العمل                           | الولايات المتحدة | [ 65 ]  |
| 1988 | NeoVisuals Inc.                                            | برامج الرسوم المتحركة والرسوم الحاسوبية ثلاثية الأبعاد | الولايات المتحدة | [ 66 ]  |
| 1986 | مترجم بنية C، غالبًا ما يعتبر أول لغة برمجة C على حاسوب IBM | C مترجم                                                | الولايات المتحدة | [ 66 ]  |
| 1984 | نظام إدارة قاعدة بيانات نظام 2000 من شركة إنتل             | إدارة قاعدة البيانات                                   | الولايات المتحدة | [ 66 ]  |

## البرمجيات
اعتبارًا من عام 2012، تعد ساس أكبر شركة برمجيات مملوكة للقطاع الخاص في العالم. يقوم بتطوير ودعم وتسويق مجموعة من برامج التحليلات تسمى أيضًا ساس (نظام التحليل الإحصائي)، والتي تلتقط وتخزن وتعديل وتحلل وتعرض البيانات. يتم استخدام نظام ساس ولغة برمجة ساس من قبل معظم فورتشن500. يشتمل برنامج ساس على مكون قاعدة ساس الذي يؤدي وظائف تحليلية وأكثر من 200 وحدة نمطية أخرى تضيف رسومات أو جداول بيانات أو ميزات أخرى. كما يبيع معهد ساس مجموعة جي إم بي لبرامج التحليل الإحصائي، والتي تتكون من جي إم بي وجي إم بي برو وجي إم بي السريري وجينوميات جي إم بي.
تتضمن بعض الاستخدامات لبرنامج ساس تحليل المعاملات المالية بحثًا عن مؤشرات الاحتيال أو تحسين الأسعار لتجار التجزئة أو تقييم نتائج التجارب السريرية. اعتبارًا من عام 2012، تعد ساس أكبر مالك لحصة السوق في قطاع التحليلات المتقدمة بحصة 36.2 بالمائة وخامس أكبر برنامج ذكاء الأعمال بحصة 6.9 بالمائة. تبيع ساس عادةً برامجها مع التركيز على نماذج الاشتراك التي تتضمن الدعم والتحديثات، بدلاً من تراخيص البرامج.

## مجتمع المستخدم
تأسس برنامج شهادة ساس في عام 1999. وأنشئت ساس للنشر في عام 2000 ككيان منفصل يعمل على زيادة توافر الكتب المتعلقة بساس. تستضيف ساس للنشر متجرًا لبيع الكتب عبر الإنترنت، وتطور وثائق المنتج وتنشر الكتب المتعلقة بساس والتي ألفها المستخدمون. هناك أكثر من 200 مجموعة متخصصة من مستخدمي ساس أو عملاء فرديون أو مناطق جغرافية. هناك مجموعات مستخدمين محلية وإقليمية ووطنية ودولية.

## روابط خارجية
- الموقع الرسمي